# Anastasia (hermana de Constantino)

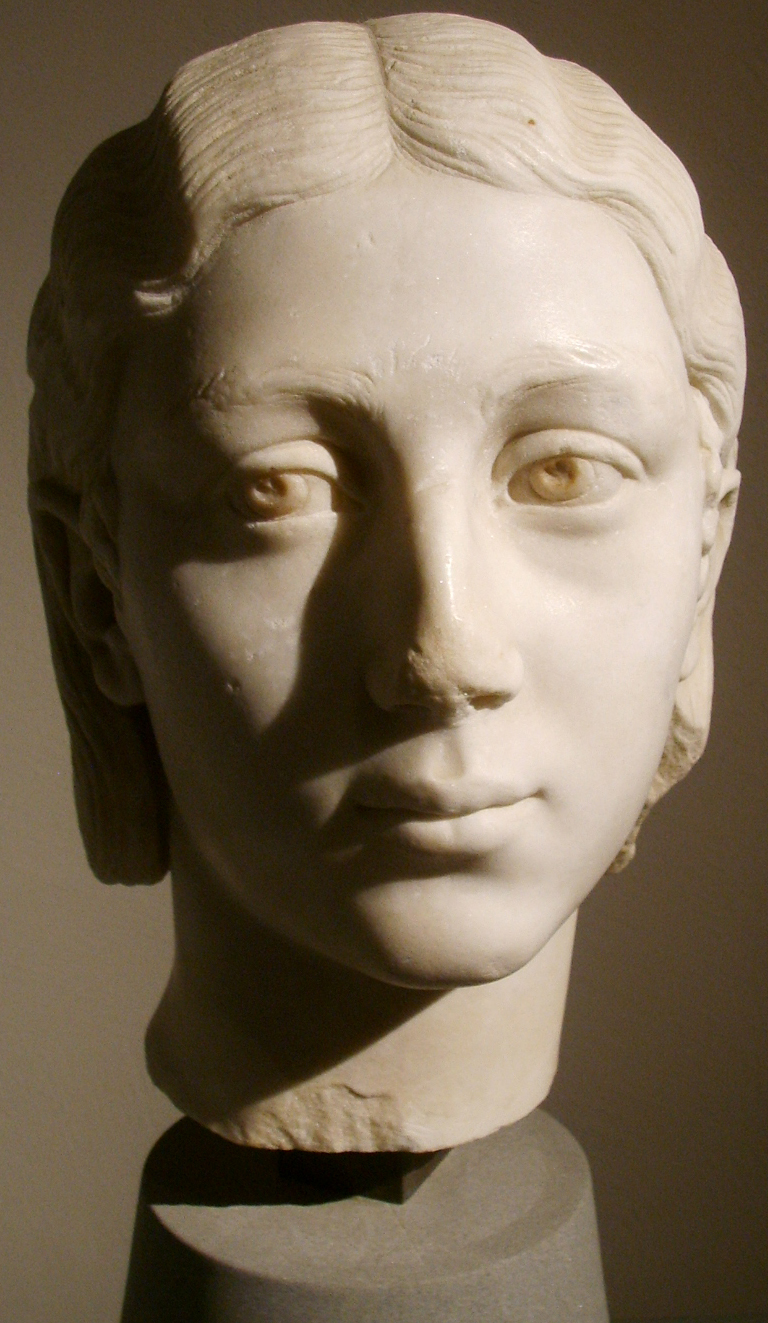
Busto de una mujer romana, Siglo III

Anastasia fue una dama romana de la corte, que vivió entre los siglos III y IV, hija del emperador romano Constancio (r. 293-306) y Flavia Maximiana Teodora (r. 305-306), y media hermana de Constantino I (r. 306-337).
Se casó con el senador Basiano en 314 o 316, y quizás estuvo involucrada en el intento de asesinato de Constantino.
Unas termas de Constantinopla llevan su nombre.

## En el arte contemporáneo
Anastasia es una de las 1038 mujeres a las que se hace referencia en la obra de arte contemporánea de Judy Chicago The Dinner Party (1979). Su nombre está asociado con Marcela de Roma.